# 238 Хипатија
238 Хипатија (енгл. 238 Hypatia) је астероид главног астероидног појаса. Приближан пречник астероида је 148,49 km,
а средња удаљеност астероида од Сунца износи 2,907 астрономских јединица (АЈ).
Инклинација (нагиб) орбите у односу на раван еклиптике је 12,391 степени, а орбитални период износи 1810,768 дана (4,957 године). Ексцентрицитет орбите астероида износи 0,086.
Апсолутна магнитуда астероида износи 8,18 а геометријски албедо 0,042.
Астероид је откривен 1. јула 1884. године.